# Dějiny Asie

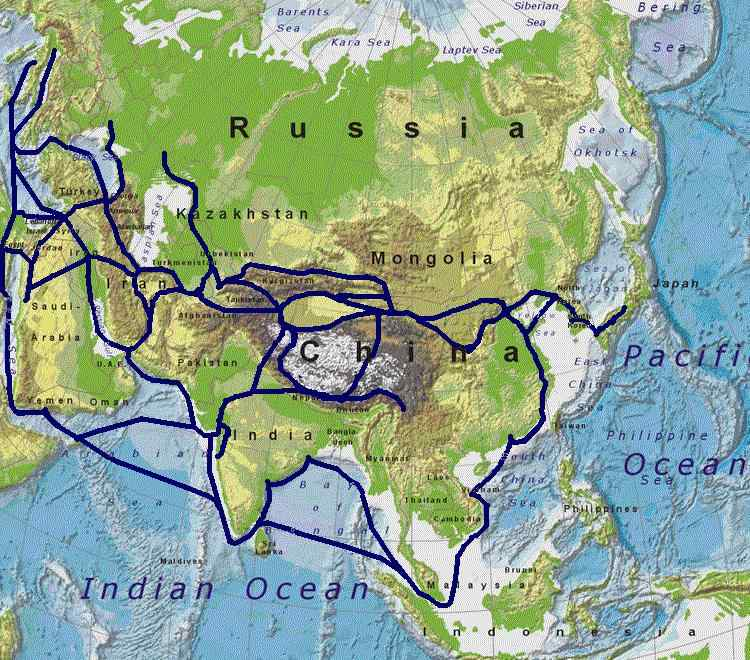
Hedvábné stezky

Dějiny Asie jsou souhrnem dějin jednotlivých oblastí Asie.
Z pohledu z východu na západ lze tyto oblasti vymezit jako dějiny Japonska, dějiny Číny, dějiny Indie, dějiny Persie a dějiny Blízkého východu.

## Přední východ

### Pravěk a starověk
V Mezopotámii vznikly ve 4. tisíciletí před naším letopočtem nejstarší civilizace, jsou to:
- Sumer, Akkad
- Asýrie
- Babylonská říše

Další starověké státy na Předním východě:
- Chetitská říše
- Féničané
- Izraelské a Judské království

Roku 539 př. n. l. dobyl perský král Kýros II. Babylón. Perská říše pak ovládala celý blízký východ až do 331 př. n. l. kdy si jí podrobil Alexandr Makedonský. Pod vládou jeho nástupců se do oblasti rozšířila helénská kultura. Řekové byli později vyhnáni bojovnými Parthy přičemž pobřeží středozemního moře ovládla Římská později Byzantská říše.

### Středověk -Hidžra
Po roce 610 vystoupil v Mekce prorok Mohamed, který vyhlásil nové muslimské monoteistické náboženství – Islám. Nové náboženství mělo mezi Araby velikou odezvu. Arabské kmeny nové náboženství přidali a začali jej rozšiřovat po celém blízkém východě.
Po krátce Mohamedově smrti se rozhořel spor o následnictví, který měl za následek rozdělení muslimů na většinové sunnity a menšinové šíitý. Přes tyto spory ale nakonec vznikl Abbásovský chalifát, který ovládl většinu blízkého východu.